# Tori Welles
Tori Welles (17 giugno 1967) è un'ex attrice pornografica statunitense.

## Carriera

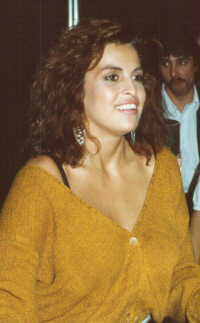
Tori Welles

Tori lavorò nell'industria dell'hard tra il 1988 e il 1999, svolgendo oltre all'attività di pornostar, anche quella di regista di alcune pellicole hardcore all'inizio degli anni novanta. Nel 1997 l'ex marito Paul Norman distribuì un video privato che lo ritraeva in compagnia della Welles in atteggiamenti sessuali, girato dopo il loro divorzio, ed intitolato The Private Diary of Tori Welles. Sebbene infuriata, Tori Welles disse di non avere appigli legali per poterne bloccare la distribuzione.
La Welles è un'ex attrice della scuderia Vivid Entertainment, e dal 2004 lavora come manager commerciale per la Peach DVD, con lo pseudonimo "Brittania Paris".
Nel 2006 ha fatto un cameo non accreditato nella serie TV Scrubs interpretando il personaggio di Anastasia nella puntata My Urologist.
Nel maggio 2011 venne assunta dalla Metro Entertainment come venditrice associata.
Nel marzo 2012 Tori Welles e Tom Byron lanciarono la Hall of Fame Management, un'agenzia scopritrice di talenti nel mondo del porno.

## Vita privata
È stata sposata con il produttore di film porno Paul Norman.

## Premi e riconoscimenti
AVN Awards
- 1990 - Best New Starlet[7]
- 1996 - Hall of Fame[8]

XRCO Award
- 1990 - Starlet of the Year[9]
- 1990 - Female Performer of the Year[9]
- 1990 - Best Male-Female Sex Scene per The Chameleon con Buck Adams[9]
- 2000 - XRCO Hall of Fame[10]

Altri premi
- 1991 FOXE Female Fan Favorite[11]
- 2002 Legends of Erotica[12]

## Filmografia parziale
- Breast to Breast (2002)
- Tori Welles Does New York (1999)
- Shaved and Dangerous (1992)
- Maneaters (1991)
- Miss Directed (1990)
- Torrid Without a Cause 2 (1990)
- Tori Welles Is The Outlaw (1989)
- The Chameleon (1989)
- Butts Motel 2 (1989)
- Night Trips (1989)
- Scarlet Bride (1989)
- Offering (1988)